# Digory Kirke
Digory Kirke – jeden z bohaterów Opowieści z Narnii. Występuje w tomie Siostrzeniec czarodzieja. Pojawia się też w tomie Lew, czarownica i stara szafa jako Profesor. Później ukazuje się w Ostatniej Bitwie, gdzie po tragicznej śmierci trafia wraz z Łucją, Edmundem, Piotrem, Eustachym i Julią do Krainy Aslana, która okazuje się Doskonalszą Narnią. 

## Historia
W wieku kilkunastu lat, wraz z Polą Plummer przeniósł się do światów równoległych za pomocą magicznych pierścieni, wynalezionych przez jego wuja, Andrzeja. Zanim trafili do samej Narnii, podróżowali pomiędzy światami. Najpierw trafili do Lasu Między Światami, spokojnego, cichego, nieruchomego miejsca pełnego sadzawek, które okazały się wejściami do wszystkich światów. 
Pierwszym światem, jaki odwiedzili, był Charn - upadłe miasto u schyłku swego istnienia, kiedyś potężne, pełne chwały, potem unicestwione przez Czarownicę Jadis za pomocą „żałosnego Słowa” -zaklęcia zabijającego wszystkich. Digory i Pola trafili do komnaty pełnej posągów ludzi w koronach. Chłopiec zwrócił uwagę na ich twarze - jedne piękne i dobre, inne dumne, potem pełne rozpaczy. Tylko jedna z nich wyróżniała się. Digory uderzył w dzwon, co spowodowało obudzenie tej wyróżniającej się kobiety, która okazuje się Czarownicą Jadis. Opuszczając martwy świat Charn, dzieci przypadkowo zabierały ze sobą Czarownicę Jadis, która czyni potem niemałe zamieszanie w ich świecie.
Następnie Digory próbował przenieść Jadis do jej świata (przez przypadek zabrał ze sobą wuja Andrzeja, dorożkarza Franka i jego konia, jest także Pola), ale trafił do pustej przestrzeni, która okazuje się nicością. Po chwili usłyszeli cudowną i straszną jednocześnie pieśń - to Aslan zapoczątkował stworzenie Narnii.
Aby odpokutować za ściągnięcie zła do nowo powstałego kraju już w dniu jego Stworzenia, Digory na polecenie Aslana wędrował, a właściwie leciał na pierwszym Pegazie po jabłko, z którego później wyrosło Drzewo chroniące Narnię, a jego owoce mają moc uzdrawiania (Za pomocą jabłka z zasadzonego drzewa, Digory uleczył swoją ciężko chorą matkę w swoim świecie).
Po powrocie do swego świata Digory i Pola zakopują pierścienie i ogryzek cudownego jabłka. Z ogryzka wyrasta jabłoń, z której po latach zrobiono szafę będącą przejściem do Narni. (Zobacz „Lew, czarownica i stara szafa”).
W „Ostatniej bitwie” profesor Digory Kirke był w pociągu, który się wykoleił. Tym samym był świadkiem zniszczenia Narnii i pozostał w świecie Aslana, który okazał się doskonalszą Narnią.